# Gibson Brands
Gibson Guitar Corporation és una de les empreses més grans de fabricació de guitarres. L'empresa es va rebatejar com a Gibson Brands, Inc. l'11 de juny de 2013.
Va ser fundada el 1902 per Orville Gibson a la ciutat de Kalamazoo, Michigan. La seu central de l'empresa és a Nashville, Tennessee.
El 1902, la Gibson Mandolin-Guitar Mfg. Co, Ltd. va ser fundada per comercialitzar aquests instruments. Al cap de poc que la companyia va iniciar les seves activitats, la directiva va presentar una moció perquè a Orville H. Gibson se li pagués solament pel temps en què treballés per a la companyia. Des de llavors, no queda clar si treballava allí a temps complet, o com a consultor. Gibson era considerat una mica excèntric i es dubtava amb el pas dels anys que sofrís algun tipus de malaltia mental.
Des dels anys '20, Gibson va ser responsable de moltes innovacions en el disseny de les guitarres, i es va convertir en un líder en el mercat de les guitarres tipus "archtop", com el model Gibson L5. En 1936 presenta la primera guitarra espanyola electrificada "Electric Spanish", l'ES-150, reconeguda com la primera guitarra elèctrica.
En 1952, Gibson llança el disseny de la guitarra de cos massís en col·laboració amb el popular guitarrista Les Paul. A la fi de la dècada de 1950 es presenten diversos dissenys nous, incloses la Gibson Explorer, la Flying V i la semi-acústica ES-335 usada comunament per Tato Elera i Eric Johnson, i la introducció de les pastilles "humbucker". La Les Paul s'oferia en diferents models (Custom, Standard, Special i Junior). En 1961, el disseny del cos de la Les Paul canvia, a causa de l'alt cost d'elaborar el cos d'arç i caoba.
El nou disseny del cos va prendre el nom de Gibson SG. El model Les Paul va tornar al catàleg de Gibson en 1968 a causa de la influència de guitarristes com Eric Clapton, John Lennon i Peter Green. Més tard, les Les Paul i SG, es tornarien molt populars entre els guitarristes de hard rock i heavy metal. Jimmy Page de Led Zeppelin, Ace Frehley exguitarrista de Kiss, Dickey Betts de The Allman Brothers Band, Joe Perry i Brad Whitford de Aerosmith i Slash de Guns N' Roses seran coneguts per la seva preferència per la Les Paul. També Jorge Constandse, Angus Young de AC/DC, Tony Iommi de Black Sabbath, Glenn Tipton de Judas Priest i Joel O'Keefe i David Roads de Airbourne seran coneguts per preferir la SG.
Entre 1974 i 1984, la fàbrica de Gibson es muda de Kalamazoo a Nashville, Tennessee. Altres plantes de producció són obertes en Memphis, Tennessee i Bozeman, Montana. La fàbrica de Memphis seria usada per semi-massisses i tenda d'instruments personalitzats, mentre que la de Bozeman es dedicaria a la fabricació d'instruments acústics.
A part de guitarres, Gibson també fabrica amplificadors per a guitarra.

## Models
Aquests són alguns dels models que han fet famosa a la històrica companyia:
- Gibson Les Paul
- Gibson SG
- Gibson EB-0
- Gibson EB-3
- Gibson EDS-1275
- Gibson ES-335
- Gibson Flying V
- Gibson Explorer
- Gibson Sonex
- Gibson Moderne
- Gibson Firebird
- Gibson Thunderbird
- Gibson Les Paul Ace Frehley
- Gibson Robot Guitar
- Gibson Box 1100
- Gibson Dark Fire

## Còpies autoritzades
Gibson és coneguda per fabricar guitarres d'alta qualitat, però tenen un preu molt alt. Per aquest motiu, al llarg dels anys, diferents fabricants, incloent-hi la companyia subsidiària Epiphone, han construït variants més barates per millorar les vendes. Aquestes, estan sovint fabricades al Japó, Corea del Sud o Xina.
Abans que Gibson decidís fabricar totes les seves pròpies versions a preu més reduït a través d'Epiphone, una altra marca subsidiària japonesa de Gibson anomenada Orville By Gibson va realitzar un gran nombre de còpies de les seves guitarres. Aquestes són molt populars per ser d'una qualitat molt superior que les versions que es van fer d'Epiphone. De fet, les antigues còpies d'Orville són peces de col·lecció.
Epiphone va aconseguir l'exclusivitat de marca "oficial" per dur a terme còpies de Gibson a principis dels anys 90.

## Companyies subsidiàries
A part d'Epiphone Gibson és propietària d'altres companyies que fabriquen instruments musicals com Kramer, Steinberger o Tobias, especialitzada en baixos, Baldwin, que construeix pianos, Oberheim que fabrica processadors d'efectes MIDI, i les bateries Slingerland.
Una altra marca filial de Gibson va ser Maestro Fuzz-Tone, un pedal de distorsió famós per ser utilitzat per The Rolling Stones en el seu tema de 1965 "(I Can't Get No) Satisfaction". Quan la companyia va traslladar la seva seu a Nashville un grup de treballadors de Gibson van fundar una companyia independent anomenada Heritage Guitars.

## Influències a altres companyies
Ibanez, empresa de guitarres japonesa fundada a la dècada del '70 va començar a fer còpies de models de Gibson com Les Paul, SG, Flying V, etc. però al mateix temps va crear un model basat en la Les Paul Artist. Però després de problemes legals amb Gibson, van deixar de fer imitacions i es van dedicar a fer models originals.
Yamaha Corporation fabricava des dels anys 60 models de Les Paul amb algunes diferències de forma, però fent servir el nom de SG. L'any 1976, aquests models van evolucionar amb forma de doble tall en el cos semblant al de les Gibson SG.